# Styków (województwo świętokrzyskie)
Styków – wieś w Polsce, położona w województwie świętokrzyskim, w powiecie starachowickim, w gminie Brody.
Do 1954 roku istniała gmina Styków. W latach 1975–1998 miejscowość położona była w województwie kieleckim.
Wieś jest siedzibą rzymskokatolickiej parafii Najświętszej Maryi Panny Wspomożenia Wiernych.

## Części wsi
| SIMC    | Nazwa          | Rodzaj      |
| ------- | -------------- | ----------- |
| 1019220 | Gajówka Styków | osada leśna |
| 0231366 | Łąki           | część wsi   |
| 0231372 | Podlesie       | część wsi   |

## Historia

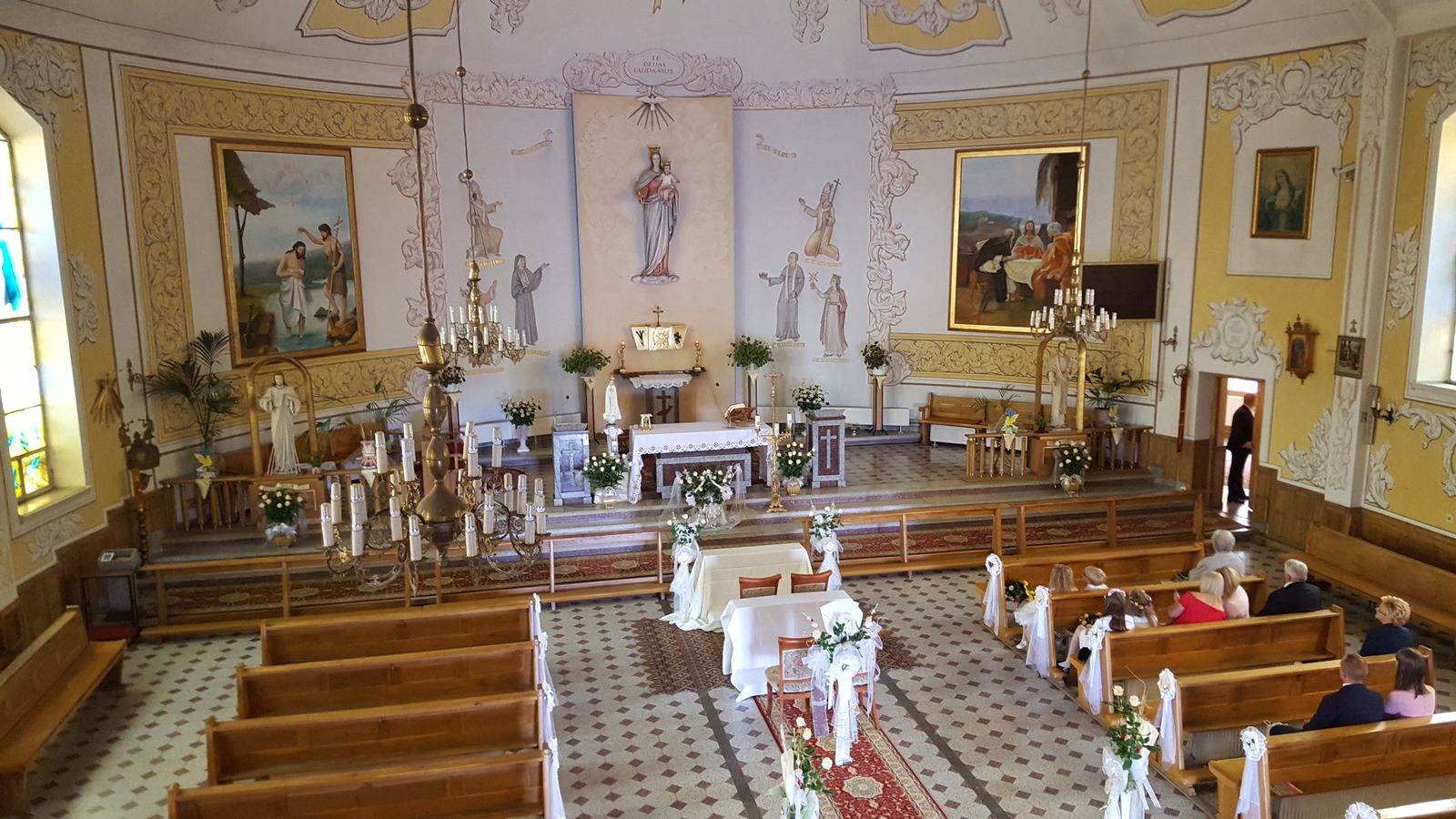
Kościół parafialny w Stykowie

Osada Styków istniała w roku 1791. W 1875 roku Styków został zakupiony przez ród Dunin Karwickich herbu Łabędź i wszedł w skład dóbr Chybickich. Według spisu miast, wsi, osad Królestwa Polskiego z roku 1827, było tu 23 domy i 148 mieszkańców, ponad pół wieku później, w 1889 roku Styków, wieś w ówcześnie istniejącej gminie Wierzbnik i parafii Pawłów, liczył 25 domów i 164 mieszkańców, można więc przypuszczać, że wioska nie rozwijała się w zbyt szybkim tempie. Po wybudowaniu trasy kolejowej liczba mieszkańców zaczęła znacznie wzrastać.
Styków  był w przeszłości miejscowością gminną. Decyzja o powołaniu gminy zapadła w dniu 2 sierpnia 1919 roku, na podstawie uchwały sejmowej z. Natomiast siedziba Gminy Styków umieszczona została w Wierzbniku. Wynikało to z faktu, że w czasie działań wojennych I Wojny Światowej miejscowość w znacznym procencie została spalona.
Kolejnymi wójtami gminy byli: Henryk Mazur, Feliks Piotrowski i Hipolit Wąsikowski. 29 września 1933 r. Gmina Styków liczyła 17 gromad, w skład których wchodziły takie miejscowości jak: Brody, Budy Brodzkie, Dziurów, Ruda, Jabłonna, Kuczów, Krzyżowa Wola, Lipie, Lubienia, Skała, Starachowice (Majówka, Bugaj, Sztolnia, Przykościelna, Robotnicza, Urzędnicza, Orłowo i Klarnerowo), Wanacja, Michałów i Styków kolonia.
W roku 1935 rozpoczęto budowę mostu na rzece Kamiennej. Natomiast w 1939 roku od Gminy odłączono część gromad, z których powstało miasto Wierzbnik-Starachowice, dziś Starachowice. W późniejszych latach Gmina Styków zostaje rozdzielona na trzy tzw. rady gromadzkie: Kuczów, Lubienia i Brody. Już w 1973 roku następują kolejne zmiany, po których miejscowością gminną zostają Brody, a Styków wchodzi w skład tejże Gminy.
Kilka lat później zdecydowano się na pogłębienie rzeki Kamiennej i stworzenie sztucznego zalewu w Stykowie oraz wybudowanie tamy wodnej w Brodach. Malownicze położenie miejscowości poskutkowało powstaniem ośrodka wypoczynkowego w Stykowie, znajdującego się w sąsiedztwie zbiornika wodnego oraz lasów, ośrodek ten działa do dziś.

## Sport
W Stykowie działa klub piłki nożnej, Wodnik Styków, występujący obecnie (sezon 2019/20) w B klasie, będącej ósmą, pod względem ważności, klasą męskich ligowych rozgrywek piłkarskich w Polsce.